# Rio Hălmăgel
O Rio Hălmăgel é um rio da Romênia, afluente do Crişul Alb, localizado no distrito de Arad.